# Onthophagus pauxillus
Onthophagus pauxillus là một loài bọ cánh cứng trong họ Bọ hung (Scarabaeidae).